# 大山正
大山 正（おおやま ただす、1928年1月21日 - 2019年12月16日）は、日本の心理学者、元東京大学教授。専門は実験心理学、色彩学。東京府出身。

## 略歴
- 1951年 東京大学文学部卒業。
- 1956年 東京大学大学院特別研究生修了。
- 1956年 北海道大学文学部講師。
- 1961年 「視知覚における図に関する研究」で東大文学博士。
- 1962年 助教授。
- 1963年 フルブライト研究員としてコロンビア大学留学。
- 1965年 千葉大学文理学部助教授。
- 1968年 教授。
- 1980年 東京大学文学部教授。
- 1988年 定年退官、日本大学文理学部教授。
- 1994年 日本学術会議会員（ - 2000年）。
- 1995年 日大文理学部長（ - 1998年）。
- 1998年 日大定年退職。
- 2007年 日本心理学会国際賞特別賞受賞。
- 2009年 日本色彩学会賞受賞。

## 著書
- 『色彩心理学入門 ニュートンとゲーテの流れを追って』中公新書 1994
- 『視覚心理学への招待 見えの世界へのアプローチ』サイエンス社 新心理学ライブラリ 2000
- 『知覚を測る 実験データで語る視覚心理学』誠信書房 2010
- 『心理学史 現代心理学の生い立ち』サイエンス社　コンパクト新心理学ライブラリ 2010

### 共編著
- 『医学のための心理学』 片口安史共編 誠信書房 1962
- 『心理学』詫摩武俊,中島力共著 1965 (有斐閣双書)
- 『学習心理学』梅岡義貴共編著 誠信書房 1966
- 『学習と思考』 東洋共著 大日本図書 心理学入門講座 新版  1969
- 『建築のための心理学』 乾正雄共編 彰国社 1969
- 『感覚・知覚心理学ハンドブック』和田陽平,今井省吾共編 誠信書房 1969
- 『心理学の基礎知識 補習と復習のために』 東洋,詫摩武俊,藤永保共編 1970 (有斐閣ブックス)
- 『心理測定・統計法』 池田央,武藤真介共編 1971 (有斐閣双書)
- 『心理学通論』詫摩武俊共編 新曜社 1973
- 『心理学の基礎』 大日本図書 1974
- 『環境心理学』望月衛共編 朝倉書店(現代の心理科学) 1979
- 『色 その科学と文化』江森康文,深尾謹之介共編 朝倉書店 1979
- 『心理学概論 心のはたらきと行動』詫摩武俊共編著 旺文社 (テレビ大学講座) 1979
- 『心理学の展開』梅岡義貴共編 北樹出版 (大学教養選書) 1980
- 『実験心理学』 東京大学出版会 1984
- 『心理学概論 1』詫摩武俊共編 放送大学(テレビ大学講座) 1984
- 『応用心理学講座 7 知覚工学』秋田宗平共編 福村出版 1989
- 『心理学』杉本敏夫共編 北樹出版 1990
- 『心理学』詫摩武俊共編 放送大学 1991
- 『心理学への招待 こころの科学を知る』梅本尭夫共編 サイエンス社 新心理学ライブラリ 1992
- 『実験心理学への招待 実験によりこころを科学する』中島義明共編 サイエンス社 1993
- 『心理学史』 放送大学 1994
- 『心理学史への招待 現代心理学の背景』梅本尭夫共編 サイエンス社 新心理学ライブラリ　1994
- 『心理学史』上村保子共編 放送大学 1998
- 『心理学 心のはたらきを知る』梅本尭夫,岡本浩一共編 サイエンス社 1999
- 『ヒューマンエラーの心理学 医療・交通・原子力事故はなぜ起こるのか』丸山康則共編 麗澤大学出版会 2001
- 『ヒューマンエラーの科学 なぜ起こるか、どう防ぐか、医療・交通・産業事故』丸山康則共編 麗澤大学出版会 2004
- 『心理学研究法 データ収集・分析から論文作成まで』岩脇三良,宮埜壽夫共編 サイエンス社 2005
- 『事例で学ぶヒューマンエラー そのメカニズムと安全対策』丸山康則共編 麗澤大学出版会 2006
- 『実験心理学 こころと行動の科学の基礎』サイエンス社 コンパクト新心理学ライブラリ 2007
- 『色彩学入門 色と感性の心理』齋藤美穂共編 東京大学出版会 2009
- 『見てわかる視覚心理学』鷲見成正共著　新曜社　2014

## 論文
- 「図形残効と反転図形」 『千輪浩先生還暦記念論文集 最近心理学の諸問題』 東京大学・同記念事業委員会発行 1952
- 「図形残効の実験的研究 I II III 」『心理学研究』 第23巻 4号 1953 - 第26巻 6号 1956
- 「対象間の比率関係の測定」 高木貞二編 『心理学における数量化の研究』 東京大学出版会 1955
- 「色彩面の進出・後退現象の測定」 『照明学会誌』 第42巻 1958
- "A new psychophysical method: Method of transposition or equal-appearing relations", Psychological Bulletin, Vol. 56, 1959
- 「刺激-反応関係より見た知覚測定」 『心理学評論』 第4巻 2号 1960
- "Japanese studies on the so-called geometrical illusions", Psychologia, Vol. 3, 1960
- 「精神物理学の課題と方法」 『数理科学』 第4巻 4号 1966
- 「距離・大きさ・重さ・温度などの判断に及ぼす色彩の影響」 色彩科学協会編 『色彩科学ハンドブック』 南江堂 1966
- 「精神物理学的測定法」 『図と地の知覚』 和田陽平ほか編 『感覚・知覚心理学ハンドブック』 誠信書房 1969
- 「知覚測定法としての移調法の適用と意義」 高木貞二編 『現代心理学と数量化』 東京大学出版会 1971
- "Perceived size and perceived distans in stereoscopic vision and an analysis of their causal relation", Perception and Psychophysics, Vol. 17, 1974
- "Inference of causal relationin perception of space and motion", Psychologia, Vol.17, 1974
- 菊池正らと共著 "Span of attention, backward masking, and reaction time", Perception and Psychophysics, Vol. 29, 1981
- 「”意識”的現象と最近の実験心理学的方法」 『心理学評論』 第27巻 1号 1984
- 日比野治雄と共著 "Chromatic adaptation on minimally distinct border and brightness matching in color-normals and deutranopes", Color Research and Application, Vol. 14, 1989
- 滝本誓らと共著 「セマンティック・ディフェレンシャル法を用いた共感覚性の研究-因子構造と因子特点」 『行動計量学』 第20巻 2号 1993
- 「感覚・知覚研究の歴史」 今井省吾らと共編 『新編感覚・知覚心理学ハンドブック』 誠信書房 1994
- 内藤佳津雄らと共著 "Long-range apparent motion as a result of perceptual organization", Perception, Vol. 23, No. 3, 1994
- 山田寛らと共著 "Synesthetic tendencies as the basis of sensory symbolism: A review of a series of experiments by means of semantic differential", Psychologia, Vol. 41, 1998
- 清水正子らと共著 "Effects of similarity on apparent motion and perceptual grouping", Perception, Vol. 28, 1999
- 佐藤達哉と共著 「東京大学における心理学古典実験機器について-備品台帳を手がかりとして」 『心理学評論』 第42巻 1999
- "Cross-cultural and inter-periodical commonality of phonetic symbolism in initials of men and women: A preliminary study."	The Japanese Journal of Psychonomic Science',　Vol. 38, 2019